# Elongatosybra flava
Elongatosybra flava är en skalbaggsart som beskrevs av Stefan von Breuning 1961. Elongatosybra flava ingår i släktet Elongatosybra och familjen långhorningar. Inga underarter finns listade i Catalogue of Life.